# Sidney Bechet
Sidney Joseph Bechet (New Orleans, Louisiana, 1897. május 14. – Garches, Franciaország, 1959. május 14.) amerikai dzsesszzenész, szaxofonos, klarinétos, zeneszerző.
Apja Omar Bechet, anyja Josephine Mitchell.
Hat testvére volt. Házastársa: Norma Hale (elvált), Marie-Louise Crawford (elvált), Elizabeth Ziegler (halálig). Egyetlen gyermeke született Jacqueline Peraldival való kapcsolatából: Daniel Bechet

## Életműve, tevékenysége
Sidney Bechet a dzsessz első nagy (blues) korszakának egyik meghatározó egyénisége. Évtizedeken át ő volt az egyetlen állandó szopránszaxofonos. Rendszeresen játszott klarinéton is.

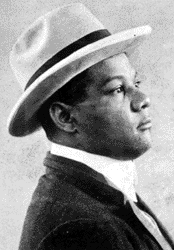

Egyik leghíresebb szerzeménye a Petite Fleur volt (klarinét). Magyarországon a Chris Barber-féle feldolgozás német remake-je vált slágerré; gyorsabb tempóban és gitárszólós betéttel.
Az 1909-et követő esztendőkben olyan legendás zenészek együtteseiben klarinétozott, mint Buddy Petit, John Robichaux és Bunk Johnson. 1919-ben a Will Marion Cook zenekar tagjaként Európában turnézott. Londoni tartózkodása alatt kezdett foglalkozni a szopránszaxofonnal. Ő lett e nehéz hangszer első igazi mestere. Ernest Ansermet is felfigyelt játékára.
Később az Egyesült Államokban James P. Johnsonnal és Duke Ellingtonnal muzsikált együtt, majd újra Európába ment. Párizsban Mike McKendrick zongoristával lövöldözésbe keveredett, és (már nem először) börtönbe került.
Utána Amerikában Noble Sisslével dolgozott. Lemezfelvételeket készített többek között Louis Armstrong, Tommy Ladnier és Eddie Condon partnereként.
Hangosfilmen 1930-ban szerepelt először (zenés vígjáték, zenekarával együtt). 1939-ben már ő maga is látható
1938-ban szabóként dolgozott New Yorkban. A következő évben az akkor induló új Blue Note label részére elkészítette a Summertime híressé vált felvételét.
Az 1940-es  években Bechet újra Európába ment, majd végleg Párizsba költözött, ahol teljes és végleges megbecsülést szerzett.
Kiválóan játszott sokféle hangszeren. 1941-ben az RCA stúdiójában elsőként készített többszörös (overdubbed) felvételt (The Sheik of Araby). A felvételen egymás után hat hangszeren (klarinét, szoprán- és tenorszaxofon, zongora, nagybőgő és dob) is eljátszotta a melódiát és a kíséretet. A magnetofon feltalálása előtt ez úgy történt, hogy az egyik felvételt hanglemezről játszotta le, mialatt hozzátoldotta a következőt. Az eljárás azzal járt, hogy az első felvételek hangminősége folyamatosan romlott.
Az 1958-as brüsszeli világkiállításon nagy sikerrel, már betegen lépett fel. A 62. születésnapján halt meg rákban. Lakóhelyén, Antibes-ban emlékművet állítottak neki, és teret neveztek el róla.

## Diszkográfia
- Francia nyelvű